# آية جدي
آية جدي ( مواليد 13 أغسطس 1999) هي لاعبة كرة قدم تونسية تلعب في مركز جناح أيسر لنادي البيرق السعودي والمنتخب التونسي للسيدات.

## المسيرة مع الأندية
لعبت جدي سابقًا لنادي سوسة في تونس.

## المسيرة الدولية
مثّلت جدي منتخب تونس على مستوى المنتخب الأول، وشاركت في مباراتين وديتين خارج الأرض ضد الأردن في يونيو 2021، وحققت الفوز في كليهما.

### الأهداف الدولية
يُدرج الجدول أدناه أهداف تونس أولاً
| رقم | التاريخ       | الملعب                                   | الخصم   | النتيجة | النتيجة النهائية | المسابقة               | المصدر |
| --- | ------------- | ---------------------------------------- | ------- | ------- | ---------------- | ---------------------- | ------ |
| 1   | 10 يونيو 2021 | ملعب الملك عبد الله الثاني، عمّان، الأردن | الأردن  | 1       | 2–1              | ودية                   |        |
| 2   | 27 أغسطس 2021 | ملعب أكاديمية الشرطة، القاهرة، مصر       | السودان | 2       | 12–1             | كأس العرب للسيدات 2021 |        |
| 3   | 30 أغسطس 2021 | ملعب أكاديمية الشرطة، القاهرة، مصر       | مصر     | 1       | 2–2              | كأس العرب للسيدات 2021 |        |

## روابط خارجية
- آية جدي على الأرشيف الرياضي العالمي

- آية جدي على إنستغرام